# Карнауховка (Белгородская область)
Карнауховка — село в Белгородском районе Белгородской области. Находится на берегу Белгородского водохранилища, между Нижним Ольшанцем и Масловой Пристанью. 

## География

### Физико-географическое положение
Карнауховка расположена на южной окраине среднерусской возвышенности, на левом берегу Белгородского водохранилища.
Выше по течению реки находится посёлок Нижний Ольшанец. Ниже по течению расположен пгт Маслова Пристань. На противоположном берегу Северского Донца деревня Соломино.

### Климат
Климат Карнауховки умеренно континентальный, с жарким сухим летом и изменчивой прохладной зимой.
Зима умеренно морозная, часто бывают оттепели, сопровождающиеся дождями (особенно в декабре), так же довольно часто бывают понижения температуры ниже −20 °C, которые могут продолжаться до недели и более. Лето тёплое, в отдельные годы — дождливое или засушливое. Осень мягкая и дождливая. Белгородское водохранилище покрывается льдом в конце ноября — начале декабря, весенний же ледоход длится с марта по апрель.

### Гидрология
Через посёлок протекает река Северский Донец.

### Рельеф
Карнауховка занимает пойменную территорию на левом берегу Северского Донца.

### Природа
Находится в лесостепной полосе, в чернозёмной зоне. В черте поселка расположены хвойные лесные урочища.

### Часовой пояс
Карнауховка и вся Белгородская область находятся в часовом поясе, обозначаемом по международному стандарту как Moscow Time Zone (MSK). Смещение относительно UTC составляет +3:00. Время в Карнауховка опережает географическое поясное время на один час.

## История
Согласно десятой ревизии, прошедшей в 1857 году в деревне Карнауховка Белгородоского уезда Курской губернии насчитывалось «164 души мужского пола». По документам подворной переписи 1884 года «деревня Корноуховка» Масловской волости располагалась в 15 верстах от уездного города и состояла из 74 дворов государственных четвертных крестьян. Из 485 жителей (245 мужчин, 240 женщин) грамотных 4 мужчины и 2 учащихся мальчика (школа в 3 верстах); земельный надел 905,1 десятины, имелось «промышленное заведение» и кабак.
C декабря 1922 года в составе Российской Советской Федеративной Социалистической Республики Союза Советских Социалистических Республик.
14 мая 1928 года, в связи с введением в стране нового административного деления, ликвидирован Белгородский уезд и Курская губерния. Карнауховка входит в Белгородский округ Центрально-Чернозёмной области. С июля 1928 года Карнауховка в Маслово-Пристанском сельсовете. В 1930 году после ликвидации системы округов Карнауховка входит в Шебекинский район. С 13 июня 1934 года в составе новообразованной Курской области. С 1970-х — в Крутологском сельсовете Белгородского района. В 1997 году входила в состав Крутологского сельского округа и включала 57 домовладений.

## Население
| 2002 | 2010 |
| ---- | ---- |
| 104  | ↘94  |

| 1862 | 1884 | 1890 | 1908 | 1932 | 1979 | 1989 | 1994 | 1999 | 2001 | 2002 | 2006 | 2007 | 2008 | 2009 | 2010 |
| ---- | ---- | ---- | ---- | ---- | ---- | ---- | ---- | ---- | ---- | ---- | ---- | ---- | ---- | ---- | ---- |
| 355  | 485  | 383  | 724  | 1010 | 259  | 95   | 60   | 69   | 70   | 80   | 96   | 94   | 89   | 96   | 94   |

Поселок входит в Белгородскую агломерацию с численностью населения более 0,5 млн человек.

## Культура
В Карнауховке планируется возведение «комплексного центра „Дом ветеранов“».